# マイケル・ブラッドリー (サッカー選手)
マイケル・ブラッドリー（Michael Bradley, 1987年7月31日 - ）は、アメリカ合衆国ニュージャージー州プリンストン出身の元サッカー選手。元アメリカ代表。現役時代のポジションはMF。父は元サッカー選手・指導者のボブ・ブラッドリー。

## クラブ経歴

### 初期の経歴
ニュージャージー州・プリンストンに生まれたが、サッカー指導者である父親がシカゴ・ファイアーの監督を務めていた間はイリノイ州・パラタインで過ごした。シカゴ・ソッカーズFCでプレーし、2002年の全国選手権では3位入賞した。2002年秋から2004年春までの4シーズンはU-17アメリカ代表の研修プログラムに参加した。

### メトロスターズ
2004年のMLSドラフトで、実父のボブ・ブラッドリーが率いるメトロスターズに全体13位で指名された。デビューシーズンは足の負傷により全く試合に出場することができなかったが、2005年にレギュラーポジションを獲得し、32試合中30試合に出場した。シーズン終盤にはB・ブラッドリー監督が解任されたが、最終節となった1週間後のチーヴァス・USA戦でプロ初得点となるヘディングシュートを決め、チームをプレーオフに導いた。

### ヘーレンフェーン
2006年1月30日、オランダのSCヘーレンフェーンに移籍した。4月16日のAZアルクマール戦で初めて先発出場すると、それからは先発出場の機会が増え、UEFAカップ出場権獲得に貢献した。2006-07シーズン終了後にMFポール・ボスフェルトが引退してからは、彼の定位置であったセントラル・ミッドフィールドのポジションに定着した。2007-08シーズンはリーグ戦での16得点（リーグ5位タイ）を含めてすべての大会で20得点を挙げ、ブライアン・マクブライドがイングランドのフラム時代に達成した記録を破り、アメリカ人選手がヨーロッパのトップリーグで記録した1シーズンの最多得点記録を破った。

### ボルシアMG
2008年8月31日、ドイツのボルシア・メンヒェングラートバッハと4年契約を結んだ。移籍金は公開されていない。イングランドのバーミンガム・シティに移籍する予定だったが、バーミンガム・シティがFLチャンピオンシップ（2部）に降格したために取りやめられたことが後に明らかにされた。9月20日のヘルタ・ベルリン戦でブンデスリーガデビューし、11月15日のバイエルン・ミュンヘン戦で80分にヘディングで移籍後初得点となる同点弾を決めた。
2009-10シーズン序盤にはミヒャエル・フロンツェック監督と口論になってしばらくの間メンバーから外されたが、その後ふたりは和解し、ブラッドリーは再びスタメンで出場した。バイエルン戦ではワンタッチボレーのパスで得点をアシストし、さらにハノーファー96戦では低い弾道の直接フリーキックで決勝点を挙げた。
アストン･ヴィラへのレンタル移籍
2011年1月30日、イングランドのアストン・ヴィラにシーズン終了までの契約でレンタル移籍した。しかし、ヴィラでは出場機会に恵まれず3試合の出場に留まった。5月12日にレンタル期限満了でボルシアMGに復帰。

### キエーヴォ・ヴェローナ
2011年8月30日、イタリアのACキエーヴォ・ヴェローナへ移籍。キエーヴォでは3センターハーフの一角として攻守にわたって活躍し、1部残留に貢献した。

### ASローマ
2012年7月15日、ASローマに4年契約で移籍が決定。4年契約で移籍金は375万ユーロ。

### トロントFC
2014年1月9日、出場機会を求めてトロントFCに移籍し、8年ぶりにMLSに復帰した。移籍金は1,000万ドル。
2023年10月17日、現役引退を表明した。

## 代表経歴
2006年、FIFAワールドカップ・ドイツ大会に向けてノースカロライナ州・カリーで行われたアメリカ代表のトレーニングキャンプに参加した。5月26日のベネズエラ戦で途中出場して代表初キャップを刻み、そのすぐ後のラトビア戦で2キャップ目を刻んだが、本大会出場メンバーからは外れた。2006年末には実父のボブがアメリカ代表監督に就任し、マイケルはそのチームの中で重要な選手としての地位を確立した。2007年5月28日のグアテマラとの親善試合で初めて先発出場した。CONCACAFゴールドカップではレギュラーとして出場し、準決勝のカナダ戦ではレイトタックルで退場処分を受けたが、それまでの活躍でアメリカ代表を優勝に導いた。FIFA U-20ワールドカップではすべての試合に出場し、ベスト16のウルグアイ戦では107分に決勝点を決めた。2007年10月17日のスイスとの親善試合でアメリカA代表としての初得点を記録した。これらの活躍で、2007年のアメリカ最優秀若手アスリートに選ばれた。オハイオ州・コロンバスで行われた2010 FIFAワールドカップ・北中米カリブ海予選のメキシコ戦ではひとりで2得点を挙げ、最大のライバル相手に2-0で快勝した。
2009年に出場したFIFAコンフェデレーションズカップ2009では、グループリーグのエジプト戦でMFランドン・ドノバンからのパスを受けて63分に得点し、エジプトを3-0で破って準決勝に進出した。準決勝のスペイン戦では優勝候補を2-0で破る金星を挙げたが、自身はレッドカードにより退場処分を受けた。2-3で敗れた決勝のブラジル戦には出場できず、また同年のCONCACAFゴールドカップで3試合の出場停止を消化する必要があった。
2010年にはFIFAワールドカップ・南アフリカ大会に出場し、6月18日のスロベニア戦（2-2）で代表8得点目を決めた。8月10日のブラジル戦では初めて代表キャプテンを務めた。
2014年にはFIFAワールドカップ・ブラジル大会に出場した。

## 個人成績

### クラブでの出場記録
| クラブ成績   | クラブ成績             | クラブ成績       | リーグ | リーグ | カップ       | カップ       | リーグ杯 | リーグ杯 | 国際大会       | 国際大会       | 通算 | 通算 |
| シーズン     | クラブ                 | リーグ           | 出場   | 得点   | 出場         | 得点         | 出場     | 得点     | 出場           | 得点           | 出場 | 得点 |
| アメリカ     | アメリカ               | アメリカ         | リーグ | リーグ | USオープン杯 | USオープン杯 | リーグ杯 | リーグ杯 | 北中米カリブ海 | 北中米カリブ海 | 通算 | 通算 |
| ------------ | ---------------------- | ---------------- | ------ | ------ | ------------ | ------------ | -------- | -------- | -------------- | -------------- | ---- | ---- |
| 2004         | メトロスターズ         | MLS              | 0      | 0      | 0            | 0            |          |          |                |                | 0    | 0    |
| 2005         | メトロスターズ         | MLS              | 30     | 1      | 0            | 0            |          |          |                |                | 30   | 1    |
| オランダ     | オランダ               | オランダ         | リーグ | リーグ | KNVB杯       | KNVB杯       | リーグ杯 | リーグ杯 | ヨーロッパ     | ヨーロッパ     | 通算 | 通算 |
| 2005–06      | ヘーレンフェーン       | エールディヴィジ | 6      | 0      | 0            | 0            |          |          |                |                | 6    | 0    |
| 2006–07      | ヘーレンフェーン       | エールディヴィジ | 21     | 0      | 0            | 0            |          |          | 4              | 0              | 25   | 0    |
| 2007–08      | ヘーレンフェーン       | エールディヴィジ | 36     | 16     | 0            | 0            |          |          | 2              | 2              | 38   | 18   |
| ドイツ       | ドイツ                 | ドイツ           | リーグ | リーグ | DFBポカール  | DFBポカール  | リーグ杯 | リーグ杯 | ヨーロッパ     | ヨーロッパ     | 通算 | 通算 |
| 2008–09      | ボルシアMG             | ブンデスリーガ   | 28     | 5      | 0            | 0            |          |          |                |                | 28   | 5    |
| 2009–10      | ボルシアMG             | ブンデスリーガ   | 29     | 2      | 2            | 0            |          |          |                |                | 31   | 2    |
| 2010–11      | ボルシアMG             | ブンデスリーガ   | 19     | 3      | 3            | 1            |          |          |                |                | 22   | 4    |
| イングランド | イングランド           | イングランド     | リーグ | リーグ | FAカップ     | FAカップ     | FLカップ | FLカップ | ヨーロッパ     | ヨーロッパ     | 通算 | 通算 |
| 2011         | アストン・ヴィラ       | プレミアリーグ   | 3      | 0      | 1            | 0            | -        | -        | -              | -              | 4    | 0    |
| イタリア     | イタリア               | イタリア         | リーグ | リーグ | イタリア杯   | イタリア杯   | リーグ杯 | リーグ杯 | ヨーロッパ     | ヨーロッパ     | 通算 | 通算 |
| 2011-12      | キエーヴォ・ヴェローナ | セリエA          | 35     | 1      | 1            | 0            | -        | -        | -              | -              | 36   | 1    |
| 2012-13      | ASローマ               | セリエA          | 30     | 1      | 5            | 0            | -        | -        | -              | -              | 35   | 1    |
| 2013-14      | ASローマ               | セリエA          | 11     | 1      | 0            | 0            | -        | -        | -              | -              | 11   | 1    |
| カナダ       | カナダ                 | カナダ           | リーグ | リーグ | カップ       | カップ       | リーグ杯 | リーグ杯 | 北中米カリブ海 | 北中米カリブ海 | 通算 | 通算 |
| 2014         | トロントFC             | MLS              | 25     | 2      | 2            | 1            | -        | -        | -              | -              | 27   | 3    |
| 2015         | トロントFC             | MLS              | 25     | 5      | 2            | 0            | -        | -        | -              | -              | 27   | 5    |
| 2016         | トロントFC             | MLS              | 24     | 1      | 0            | 0            | -        | -        | -              | -              | 24   | 1    |
| 2017         | トロントFC             | MLS              | 30     | 0      | 3            | 0            | -        | -        | -              | -              | 33   | 0    |
| 通算         | アメリカ               | アメリカ         | 30     | 1      | 0            | 0            | 0        | 0        | 0              | 0              | 30   | 1    |
| 通算         | オランダ               | オランダ         | 63     | 16     | 0            | 0            | 0        | 0        | 6              | 2              | 69   | 18   |
| 通算         | ドイツ                 | ドイツ           | 76     | 10     | 5            | 1            | 0        | 0        | 0              | 0              | 81   | 11   |
| 通算         | イングランド           | イングランド     | 3      | 0      | 1            | 0            | 0        | 0        | 0              | 0              | 4    | 0    |
| 通算         | イタリア               | イタリア         | 76     | 3      | 6            | 0            | 0        | 0        | 0              | 0              | 82   | 3    |
| 通算         | カナダ                 | カナダ           | 104    | 8      | 7            | 1            | 0        | 0        | 0              | 0              | 111  | 9    |
| 総通算       | 総通算                 | 総通算           | 352    | 38     | 19           | 2            | 0        | 0        | 6              | 2              | 377  | 43   |

## 代表歴

### 出場大会
- アメリカ代表
- 2007年 CONCACAFゴールドカップ（優勝）
- 2007年 FIFA U-20ワールドカップ・カナダ大会（ベスト8）
- 2009年 FIFAコンフェデレーションズカップ・南アフリカ大会

### 試合数
- 国際Aマッチ 151試合 17得点（2006年-2019年）[17]

| アメリカ代表 | 国際Aマッチ | 国際Aマッチ |
| 年           | 出場        | 得点        |
| ------------ | ----------- | ----------- |
| 2006         | 2           | 0           |
| 2007         | 12          | 1           |
| 2008         | 11          | 2           |
| 2009         | 15          | 4           |
| 2010         | 10          | 1           |
| 2011         | 13          | 1           |
| 2012         | 9           | 2           |
| 2013         | 10          | 0           |
| 2014         | 9           | 1           |
| 2015         | 18          | 3           |
| 2016         | 17          | 0           |
| 2017         | 14          | 2           |
| 2018         | 2           | 0           |
| 2019         | 9           | 0           |
| 通算         | 151         | 17          |

### 得点
| #   | 日時           | 場所                       | 相手                 | スコア | 結果  | 大会                                        |
| --- | -------------- | -------------------------- | -------------------- | ------ | ----- | ------------------------------------------- |
| 1.  | 2007年10月7日  | バーゼル                   | スイス               | 0 – 1  | 0 – 1 | 親善試合                                    |
| 2.  | 2008年6月15日  | カリフォルニア州,カーソン  | バルバドス           | 2 – 0  | 8 – 0 | 2010 FIFAワールドカップ・北中米カリブ海予選 |
| 3.  | 2008年9月10日  | イリノイ州,ブリッジヴュー  | トリニダード・トバゴ | 1 – 0  | 3 – 0 | 2010 FIFAワールドカップ・北中米カリブ海予選 |
| 4.  | 2009年2月11日  | オハイオ州,コロンバス      | メキシコ             | 1 – 0  | 2 – 0 | 2010 FIFAワールドカップ・北中米カリブ海予選 |
| 5.  | 2009年2月11日  | オハイオ州,コロンバス      | メキシコ             | 2 – 0  | 2 – 0 | 2010 FIFAワールドカップ・北中米カリブ海予選 |
| 6.  | 2009年6月21日  | ルステンブルク             | エジプト             | 0 – 2  | 0 – 3 | FIFAコンフェデレーションズカップ2009        |
| 7.  | 2009年10月14日 | ワシントンD.C.             | コスタリカ           | 1 – 2  | 2 – 2 | 2010 FIFAワールドカップ・北中米カリブ海予選 |
| 8.  | 2010年6月18日  | ヨハネスブルク             | スロベニア           | 2 – 2  | 2 – 2 | 2010 FIFAワールドカップ                     |
| 9.  | 2011年6月25日  | カリフォルニア州、パサデナ | メキシコ             | 1 – 0  | 2 – 4 | 2011 CONCACAFゴールドカップ                 |
| 10. | 2012年5月26日  | フロリダ州、ジャクソンビル | スコットランド       | 5 – 1  | 5 – 1 | 親善試合                                    |
| 11. | 2012年11月14日 | クラスノダール             | スコットランド       | 1 – 1  | 2 – 2 | 親善試合                                    |
| 12. | 2014年4月2日   | グレンデール               | メキシコ             | 1 – 0  | 2 – 2 | 親善試合                                    |
| 13. | 2015年2月8日   | カーソン                   | パナマ               | 1 – 0  | 2 – 0 | 親善試合                                    |
| 14. | 2015年7月13日  | カンザスシティ             | パナマ               | 1 – 1  | 1 – 1 | 2015 CONCACAFゴールドカップ                 |
| 15. | 2015年7月22日  | アトランタ                 | ジャマイカ           | 1 – 2  | 1 – 2 | 2015 CONCACAFゴールドカップ準決勝           |
| 16. | 2017年3月24日  | サンノゼ                   | ホンジュラス         | 2 – 0  | 6 – 0 | 2018 FIFAワールドカップ・北中米カリブ海予選 |
| 17. | 2017年6月11日  | メキシコシティ             | メキシコ             | 0 – 1  | 1 – 1 | 2018 FIFAワールドカップ・北中米カリブ海予選 |

## タイトル

### クラブ
トロントFC
- MLSカップ(1):2017
- サポーターズ・シールド(1):2017
- カナディアン・チャンピオンシップ(4):2016, 2017, 2018, 2020

### 代表
アメリカ代表
- CONCACAFゴールドカップ(2): 2007, 2017

### 個人
- USサッカーアスリートオブザイヤー:2015
- フットボール・デ・プリメーラ・プレイヤー・オブ・ザ・イヤー:2015
- CONCACAFゴールドカップゴールデンボール(MVP):2017